# Sydney Chapman
Sydney Chapman (Eccles, 29 gennaio 1888 – Boulder, 16 giugno 1970) è stato un geofisico britannico.
Docente a Oxford dal 1946 al 1953, dal 1951 diresse l'istituto di geofisica dell'Alaska. A lui si deve la formulazione della approssimazione di Chapman-Enskog.
Sydney Chapman è anche lo scopritore del ciclo, detto appunto Meccanismo di Chapman, che descrive i processi di formazione dell'ozono, che permette di schermare i raggi UV dannosi per l'organismo umano.

## Riconoscimenti
Nel corso della sua carriera ha ricevuto numerosi premi e riconoscimenti tra i quali:
- Nel 1913 gli è stato assegnato il Premio Smith.
- Nel 1928 gli è stata assegnato il Premio Adams.
- Nel 1934 ha ricevuto la Medaglia Royal.
- Nel 1944 ha ricevuto la Medaglia De Morgan.
- Nel 1949 gli è stata assegna la Medaglia d'oro della Royal Astronomical Society.
- Nel 1956 è stato insignito del Premio Internazionale Feltrinelli dall'Accademia dei Lincei (per Astronomia, Geodesia, Geofisica e Applicazioni).[1].
- Nel 1959 ha ricevuto il Thomas Alva Edison Foundation Award [2].
- Nel 1962 ha ricevuto la William Bowie Medal [3].
- Nel 1965 ha ricevuto la Medaglia Hodgkins [4].
- Nel 1966 ha ricevuto la Medaglia Copley [5].
- Nel 1969 gli è stata assegnata la Medaglia Emil Wiechert [6].

Sono stati intitolati col suo nome:
- la Medaglia Chapman della Royal Astronomical Society.
- il Cratere Chapman sulla Luna [7].
- L'equazione matematica Chapman–Kolmogorov.
- Approssimazione di Chapman-Enskog
- Meccanismo di Chapman.